# Alles wat je bent, is liefde
Alles wat je bent, is liefde is een hoorspel van Werner Streletz. Alles was du bist, ist Liebe werd op 31 augustus 1977 door de Westdeutscher Rundfunk uitgezonden. Martien Carton vertaalde het en de VARA zond het uit op woensdag 29 maart 1978, van 16:03 uur tot 16:35 uur. De regisseur was Ad Löbler.

## Rolbezetting
- Enny Meunier (moeder)
- Gerrie Mantel (Mia)
- Willy Brill (de winkelierster)
- Hans Karsenbarg (zoon Hans)
- Joke Reitsma-Hagelen (schoondochter Marion)
- Maria Lindes (de bejaardenverzorgster)

## Inhoud
Een alledaagse gebeurtenis is het uitgangspunt: tijdens een rit met de lijnbus ontmoet een oude vrouw na lange tijd een van haar nichten. In het zich moeizaam ontwikkelend gesprek wordt al snel de deprimerende situatie van de vrouw duidelijk, die door de dood van haar man en door de relatie met haar zoon plots alleen staat. De rit, die aanvankelijk een graag gezien bezoek aan haar zoon tot doel schijnt te hebben, ontpopt zich als een treurige poging om banden in stand te houden, een gesloten familieleven te redden dat er niet meer is.
Dit hoorspel toont het lot van een van die vrouwen die na een leven voor de familie op latere leeftijd met een vreemde, onbehaaglijke bestaanswijze worden geconfronteerd waarop ze zich niet meer kunnen instellen, omdat de confrontatie met de wereld om hen heen, buiten het familiale kader, steeds een "mannenzaak" was. De eigenlijke taal van die vrouwen is die van het gevoel, in het beste geval de taal van de onbaatzuchtige liefde. Maar nu stuit die taal op onwil en afweer. De bereidheid tot liefde kan niet meer uitgeleefd worden…